# Andreas Ståhl
Andreas Ståhl, född 20 maj 1988 i Skellefteå, är en svensk MMA-utövare som 2014-2015 tävlade i UFC och sedan 2019 tävlar i Brave Combat Federation.

## Bakgrund
Ståhl började träna brottning när han var sex år gammal. MMA började han med först när han var 19 år, 2007. Ståhl gjorde sedan sin proffsdebut på den svenska MMA-galan Battle of Botnia i december 2009.

## Karriär
Sedan 2019 representeras Ståhl av MTK MMA (som representerar bland andra MMA-utövaren Darren Till och boxaren Tyson Fury). 

### UFC
I oktober 2013 meddelades det att Andreas Ståhl fått kontrakt med UFC, och att han skulle möta Alex Garcia. Glädjen blev dock kortvarig då det meddelades att Ståhl blev tvungen att dra sig ur mötet på grund av en skada.
Ståhl gjorde inte debut i organisationen förrän juli 2014, då han tog sig an inhopparen Gilbert Burns vid UFC on FOX 12, en match som Ståhl förlorade via enhälligt domslut. Han bröt även käken under matchen och fick operera den vilket höll honom borta från all typ av sparring i drygt 7 månader.
Ståhl var planerad att möta Kyle Noke vid UFC: Fight Night 65 i maj 2015, men blev återigen tvungen att dra sig ur en match på grund av skada.
Ståhl var inbokad för en match mot brasilianen Viscardi Andrade på UFC Fight Night 70 i juni 2015, men även denna match fick ställas in då Ståhl skadade sig en vecka innan matchen.
Den 18 september 2015 mötte Ståhl argentinaren Santiago Ponzinibbio vpå UFC Fight Night 80 den 10 december i Las Vegas. En match han förlorade via knockout i första ronden.
Tidigt 2016 meddelade Ståhl att UFC valt att släppa honom.

### Brave CF
Den 2 december 2019 meddelade Brave CF att Ståhl debuterar i organisationen mot kirgizen Adis Taalaybek (5-1-2) vid Brave CF 32 den 14 december 2019. Den här matchen är den första av tre på Ståhls kontrakt med Brave CF.
På kvällen 13 december svensk tid meddelade Ståhl via instagram att matchen blivit inställd på grund av att motståndaren misslyckats med bantningen.
Det var meningen att Ståhl skulle matchas härnäst mot dansken Louis Glissman (6-1) vid Brave CF 37 i Solnahallen, Solna, 18 april 2020.

## Tävlingsfacit
| Resultat | Facit | Motståndare                | Metod                   | Evenemang                       | Datum             | Rond | Tid  | Plats                    | Notering   |
| -------- | ----- | -------------------------- | ----------------------- | ------------------------------- | ----------------- | ---- | ---- | ------------------------ | ---------- |
| Vinst    | 1-0   | Sebastian Eriksson (SWE)   | Domslut (enhälligt)     | Battle of Botnia 2              | 12 december 2009  | 3    | 5:00 | Umeå, Sverige            |            |
| Vinst    | 2-0   | Niclas Danielsson (SWE)    | Domslut (enhälligt)     | Superior Challenge 6            | 29 oktober 2010   | 3    | 5:00 | Stockholm, Sverige       |            |
| Vinst    | 3-0   | Rafal Nowasielski (POL)    | TKO (slag)              | Battle of Botnia 3              | 4 december 2010   | 2    | 2:34 | Umeå, Sverige            |            |
| Vinst    | 4-0   | Johan Vanttinen (FIN)      | TKO (slag)              | Superior Challenge 7            | 30 april 2011     | 2    | 1:12 | Stockholm, Sverige       |            |
| Vinst    | 5-0   | Christoffer Svensson (SWE) | TKO (slag)              | LFN Resurrection                | 28 maj 2011       | 3    | 5:00 | Örebro, Sverige          |            |
| Vinst    | 6-0   | Domingos Mestre (POR)      | TKO (slag)              | Battle of Botnia 4              | 24 september 2011 | 3    | 5:00 | Umeå, Sverige            |            |
| Vinst    | 7-0   | Damir Hadzovic (BIH)       | TKO (slag)              | Cage Fight Live 2               | 19 november 2011  | 3    | 5:00 | Herning, Danmark         |            |
| Vinst    | 8-0   | Abusupiyan Magomedov (GER) | Submission (rear-naked) | Heroes FC                       | 23 mars 2013      | 2    | n/a  | Halmstad, Sverige        |            |
| Vinst    | 9-0   | Veselin Dimitrov (BUL)     | TKO (slag)              | European MMA 6                  | 26 september 2013 | 1    | n/a  | Köpenhamn, Danmark       |            |
| Förlust  | 9-1   | Gilbert Burns (USA)        | Domslut (enhälligt)     | UFC on Fox 12                   | 26 juli 2014      | 3    | 5:00 | San Jose, CA, USA        |            |
| Förlust  | 9-2   | Santiago Ponzinibbio (ARG) | TKO (slag)              | UFC Fight Night: 80             | 10 december 2015  | 1    | 4:25 | Las Vegas, NV, USA       |            |
| Vinst    | 10-2  | Lewis Long (WAL)           | TKO (slag)              | Cage Warriors FC: 76            | 10 december 2015  | 3    | 0:31 | Newport, Wales           |            |
| Förlust  | 10-3  | Georgi Valentinov (BUL)    | Domslut (enhälligt)     | Euro FC 1                       | 1 oktober 2016    | 3    | 5:00 | Esbo, Finland            |            |
| Förlust  | 10-4  | David Zawada (GER)         | TKO (slag)              | GMC 11                          | 22 april 2017     | 1    | 1:24 | Castrop-Rauxel, Tyskland | Huvudmatch |
| Vinst    | 11-4  | Usman Bisultanov (RUS)     | TKO (slag)              | Absolute Championship Akhmat 78 | 13 januari 2018   | 1    | 1:24 | Grozny, Ryssland         |            |
| Vinst    | 12-4  | Christian Jungwirth (GER)  | Domslut (enhälligt)     | M-1 Global 103                  | 3 augusti 2019    | 3    | 5:00 | Shenzhen, Kina           |            |
|          |       | Louis Glissman (DEN)       |                         | Brave CF 37                     | 18 april 2020     |      |      | Solna, Sverige           |            |